# Modenas

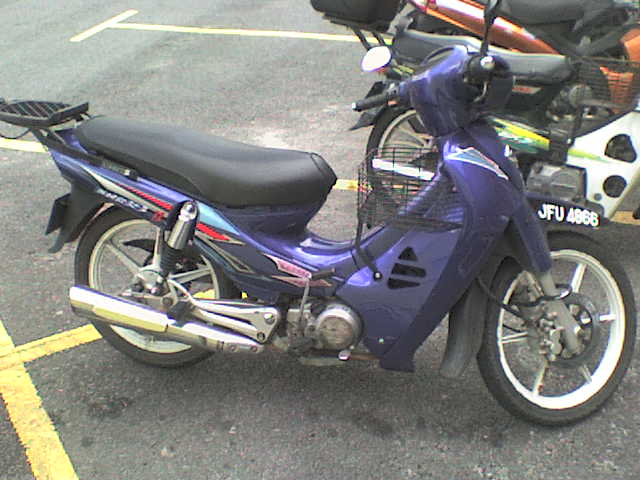
Modenas Kriss 2 com freio a disco

Syarikat Motosikal dan Enjin Nasional Sdn. Bhd ou apenas Modenas é uma companhia motociclística malaia, sediada em Gurun, Kedah. 

## História
A companhia foi fundada 1995 depois do sucesso em automóveis com a Proton, o governo malaia lançou uma companhia nacional para motos.

## Modelos
- Ceria 100
- Dinamik
- Elegan
- Elit 125
- Elit 150
- Elit Sports
- Jaguh
- Karisma 125
- Kriss Ii
- Kriss 100
- Kriss 100 E
- Kriss 110 Se
- Kriss 120
- Kriss 120 Sports
- Kriss I
- Kristar (Freio a disco)
- Kristar
- Passion 125
- X-Cite 130